# Point (Texas)
Point é uma cidade localizada no estado norte-americano do Texas, no Condado de Rains.

## Demografia
Segundo o censo norte-americano de 2000, a sua população era de 792 habitantes.
Em 2006, foi estimada uma população de 985, um aumento de 193 (24.4%).

## Geografia
De acordo com o United States Census Bureau tem uma área de
7,2 km², dos quais 7,2 km² cobertos por terra e 0,0 km² cobertos por água.

## Localidades na vizinhança
O diagrama seguinte representa as localidades num raio de 20 km ao redor de Point.